# Diagramme quantile-quantile

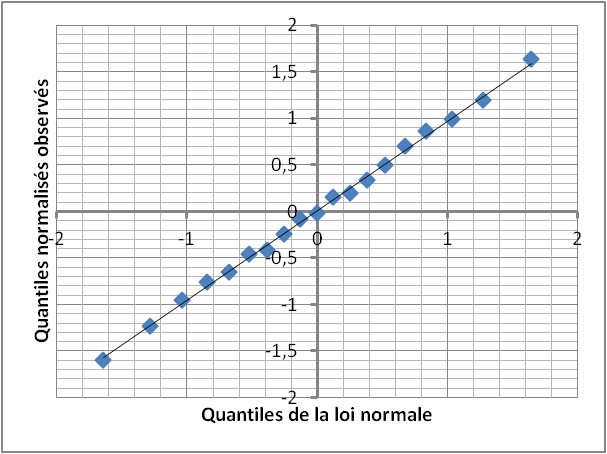
Diagramme Q-Q destiné à comparer une loi de distribution préalablement centrée et réduite avec une loi normale

En statistiques, le diagramme Quantile-Quantile ou diagramme Q-Q ou Q-Q plot est un outil graphique permettant d'évaluer la pertinence de l'ajustement d'une distribution donnée à un modèle théorique.
Le terme de quantile-quantile provient du fait que l'on compare la position de certains quantiles dans la population observée avec leur position dans la population théorique.
Le diagramme quantile-quantile permet également de comparer deux distributions que l'on estime semblables.

## Principe
À l'issue d'une enquête statistique, on soupçonne celle-ci de suivre une distribution classique (distribution gaussienne, exponentielle ou autre).
À partir de la série statistique observée, on calcule alors un certain nombre de quantiles {\displaystyle x_{i}}. 
Si la série statistique suit bien la distribution théorique choisie, on devrait avoir les quantiles {\displaystyle x_{i}} observés égaux aux quantiles {\displaystyle x_{i}^{*}} associés au modèle théorique. 
On place alors le nuage de points {\displaystyle M_{i}(x_{i}^{*},x_{i})}. En abscisse se trouvent donc les quantiles théoriques et en ordonnée les quantiles observés. Si la distribution théorique choisie est pertinente, les points doivent se positionner suivant la première diagonale.
Si les points sont alignés suivant une droite d'équation {\displaystyle x_{i}=ax_{i}^{*}+b} c'est que le modèle choisi est valable à une transformation affine près.
Le choix des quantiles peut se faire en divisant la population en n+1 tranches égales et en prenant pour {\displaystyle x_{i}} le seuil en dessous duquel se trouve une fraction de la population égale à {\displaystyle {\tfrac {i}{n+1}}}. Si la distribution théorique a pour fonction de répartition F, on a alors 
{\displaystyle x_{i}^{*}=F^{-1}\left({\frac {i}{n+1}}\right)}
Mais on trouve aussi des choix de quantiles associés au milieu des tranches, c'est-à-dire les quantiles d'ordre {\displaystyle {\tfrac {2i-1}{2n}}}.

Les tableurs fournissent en général un outil de calcul sur les quantiles des lois les plus courantes difficiles à inverser (loi.normale.inverse, loi.lognormale.inverse,..).

## Exemples

### Ajustement par une loi normale

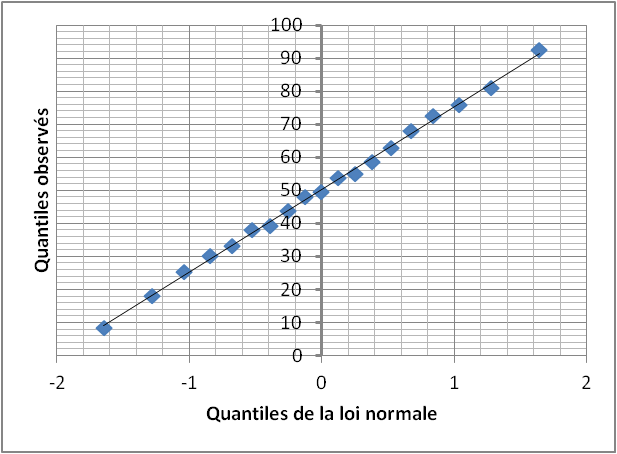
Diagramme Q-Q de comparaison d'une distribution observée avec une loi normale. L'alignement laisse supposer que la distribution suit une loi normale

Le diagramme Q-Q de comparaison d'une distribution observée avec une loi gaussienne réduite permet une validation subjective : si les points sont alignés sur la première bissectrice c'est que la distribution suit probablement une loi de distribution gaussienne normalisée. Si les points sont alignés sur une autre droite d'équation {\displaystyle x_{i}=ax_{i}^{*}+b}, c'est que la distribution observée suit une loi normale d'espérance b et d'écart type a.
Il est fréquent de construire des diagrammes Q-Q sur des distributions normalisées: au lieu de travailler sur la distribution X, on en calcule la moyenne et l'écart type et on travaille sur la distribution {\displaystyle X'={\frac {X-{\overline {X}}}{\sigma (X)}}}. Dans ce cas, l'alignement doit toujours être sur la première bissectrice.
Il existe aussi un outil graphique voisin permettant d'évaluer la pertinence d'un tel ajustement : c'est la droite de Henry. 
Quand la comparaison entre la distribution observée et la loi normale laisse entr'apercevoir la présence de deux segments de droites, on peut raisonnablement supposer que la population est composée d'un mélange de deux gaussiennes. 

### Ajustement par une loi exponentielle

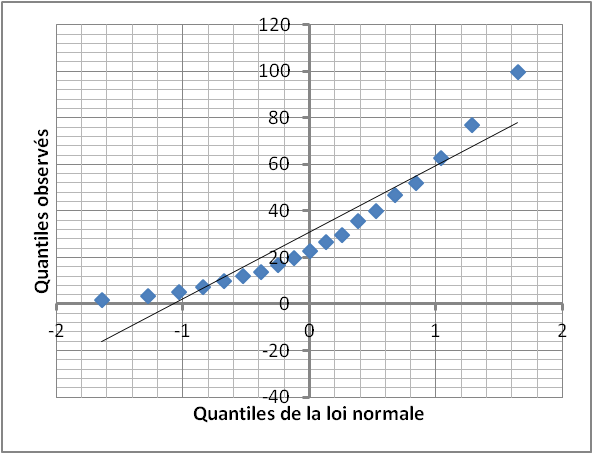
Diagramme Q-Q. Tentative d'ajustement d'une distribution par une gaussienne

L'ajustement par une loi normale n'est pas toujours légitime, ainsi dans le diagramme ci-contre la distribution des 19 quantiles observés en comparaison avec les quantiles d'une loi normale laisse penser que la distribution suit davantage une loi exponentielle. La médiane située à 23 laisse supposer que le paramètre de la loi exponentielle serait de {\displaystyle \lambda ={\frac {\ln(2)}{23}}}.
Le calcul des quantiles d'une loi exponentielle de paramètre {\displaystyle \lambda } sont faciles à déterminer à l'aide des fonctions élémentaires : le quantile associé à {\displaystyle {\frac {i}{n+1}}} est {\displaystyle -{\frac {\ln \left(1-{\frac {i}{n+1}}\right)}{\lambda }}}.
La construction du diagramme Q-Q de comparaison de la distribution observée avec la distribution exponentielle théorique  semble valider cet ajustement: les points sont bien alignés suivant la première bissectrice.

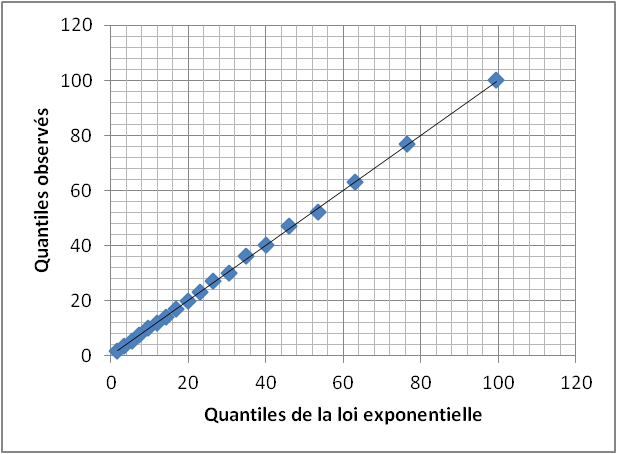
Diagramme Q-Q de comparaison entre la population observée et une loi exponentielle de paramètre

### Comparaison de deux séries statistiques

Diagramme quantile-quantile comparant les distributions normalisées des températures maximales quotidiennes dans 25 stations de l'état d'Ohio (USA) entre 1893 et 2001 en mars et juillet

Le diagramme quantile-quantile sert aussi à comparer entre elles deux distributions.
Un alignement selon la première bissectrice indique la présence d'une identité de loi. Une concavité tournée vers le haut ou vers le bas indique une dissymétrie entre les distributions.
Ainsi la lecture du diagramme ci-contre  sur la distribution des températures maximales en juillet et mars, montre que les quantiles centraux sont plus rapprochés en juillet qu'en mars ce qui semble indiquer une distribution plus aplatie en mars. D'autre part, la concavité tournée vers le bas laisse supposer une dissymétrie entre les deux distributions de température.